# Domaine de liaison du ligand
 (janvier 2022).
Si vous disposez d'ouvrages ou d'articles de référence ou si vous connaissez des sites web de qualité traitant du thème abordé ici, merci de compléter l'article en donnant les références utiles à sa vérifiabilité et en les liant à la section « Notes et références ».
Un domaine de liaison du ligand (ou LBD de l'anglais ligand binding domain), est une structure tridimensionnelle au sein d'une protéine créant un espace spécifique de liaison d'un ligand par affinité, entrainant généralement un changement de conformation de cette structure, et en conséquence l'activation d'une fonction biologique de la protéine entière. C'est pour simplifier le principe de la clé (le ligand) spécifique d'une serrure (le LBD du récepteur) qui permet une fois tournée d'ouvrir la porte (le gène activé).

## Structure
Les LBD des récepteurs stéroïdes sont constitués par 12 hélices α et un feuillet β créant une poche de liaison reconnaissant l'hormone par différents résidus la constituant, grâce à l'établissement de liaisons de type hydrogène et hydrophobe. Ils sont toujours situés en partie C-terminal de la protéine après le domaine de liaison à l'ADN, et le hinge.

## Mécanisme d'action
Classiquement on trouve des LBD dans les récepteurs nucléaires, qui vont permettre de reconnaître spécifiquement un ligand donné (une hormone stéroïde par exemple) et entraîner l'activation de gènes cibles du récepteur. Les LBD activés vont entrainer un changement de la conformation de la protéine entière, qui va soit se transloquer dans le noyau cellulaire (cas du récepteur des glucocorticoïdes ou du récepteur des minéralocorticoïdes), soit échanger un corépresseur transcriptionnel pour un coactivateur transcriptionnel (cas du récepteur des œstrogènes). Le récepteur se fixera alors sur les séquences spécifiques de ses gènes cibles, et activera la transcription par la l'ARN polymérase.